# Королёва, Вера Николаевна
Вера Николаевна Королёва (род. 30 сентября 1914 года, деревня Тимонино, Московская губерния, Российская империя) — российская долгожительница. Является старейшей жительницей Московской области и одной из старейших в России. Герой Социалистического Труда (1948).

## Биография
Согласно официальной биографии, родилась 30 сентября 1914 года в деревне Тимонино Московской губернии, ныне Клинского района Московской области в многодетной крестьянской семье, которая имела хороший достаток: три коровы, лошадь, инвентарь, добротный дом. В современных источниках девичья фамилия Веры Николаевны и имена родителей не упоминаются. Однако в метрической книге храма Воскресения Словущего в Никольском на Железновке погосте, к приходу которого относилась деревня Тимонино, имеется запись о рождении 9 августа (22 августа по новому стилю) 1914 года у крестьян этой деревни Николая Игнатовича и Марьи Осиповны Новиковых дочери Веры, которая была крещена на следующий день в честь мученицы Веры с днем памяти 17 сентября (30 сентября по новому стилю).
С 10 лет Вера помогала родителям работать в семейном подсобном хозяйстве, с 14 лет работала в сельскохозяйственных кооперативах наравне со взрослыми.
Во время коллективизации одну корову и некоторый инвентарь сдала в колхоз. В 1932 году вышла замуж и до Великой Отечественной войны работала полеводом в первом в районе организованном колхозе «Тимолрай».
В начале Великой Отечественной войны, с приближением фронта к Подмосковью, Королёва была мобилизована на трудовой фронт — заготавливала топливо для городской прядильно-ткацкой фабрики в Высоковске. Из воспоминаний Веры: "Немцы хозяйничали в Высоковском районе три недели, натворили ужасных разрушений. Вместе с друзьями по мобилизации я заготавливала топливо для завода, который был разрушен на 80 %. Мы шли за деревню Петровское. Норма — 9 м³ пиленых дров. Я была голодная. К весне 1942 года они так исхудали, что еле волочили ноги. Зелень начала расти, стали есть щавель, лебеду, крапиву, а также мерзлую картошку, делали из нее «пирожки». После освобождения Клинского района продолжила работу в колхозе. Была назначена бригадиром полеводческой бригады колхоза имени Калинина, в её подчинении находилось 30 человек. В колхозе была небольшая ферма, и свинарник. Всю землю обрабатывали на лошадях и волах — никакой техники тогда не было. С образованием машинно-тракторных станций, колхоз начал получать трактора и прицепную технику. Молотилка снопов была переведена на электричество. Наивысших результатов бригада Веры Николаевны добилась в 1947 году, когда с площади 20,9 гектара они собрали по 31,23 центнера ржи.
Указом Президиума Верховного Совета СССР от 19 февраля 1948 года за получение высоких урожаев ржи при выполнении колхозом обязательных поставок и натуроплаты за работу МТС в 1947 году и обеспеченности семенами зерновых культур для весеннего сева 1948 года Королёвой Вере Николаевне было присвоено звание Героя Социалистического Труда с вручением ордена Ленина и золотой медали «Серп и Молот».
До 1961 года проработала в реорганизованном из колхоза совхозе «Высоковский», затем, выйдя в этом же году на пенсию, являлась председателем Масюгинского сельского совета Клинского района. Избиралась депутатом Московского областного Совета депутатов трудящихся по Высоковскому округу (1954). Награждена медалями.
Находясь на пенсии, проживала в деревне Бекетово в черте города Высоковска Московской области, где проживает и сегодня. В 2014 году отметила 100-летний юбилей, получив одновременно звание «Почетный ветеран Подмосковья». В свой 105-летний юбилей она была удостоена звания «Почетный гражданин городского округа Клин».
30 сентября 2024 года отметила 110-летний юбилей.